# ۳۰۸۲۶ کولن
سیارک ۳۰۸۲۶ (به انگلیسی: 30826 Coulomb، نامگذاری:1990TS1) سی هزار و هشتصد و بیست و ششمین سیارک کشف شده‌است که در ۱۰ اکتبر ۱۹۹۰ کشف شد.